# Az alumínium izotópjai
Az alumíniumnak (Al) 22 izotópja ismeretes, 21Al-től 42Al-ig, továbbá 4 ismert magizomerje is van. A természetben csak a stabil 27Al és a radioaktív 26Al izotóp (felezési ideje t1/2 = 7,2 ·105 év) fordul elő, az 27Al gyakorisága azonban 99,9% fölötti. Az 26Al-on kívül minden radioizotóp felezési ideje 7 perc alatt, a legtöbbé egy másodpercnél is rövidebb.  Standard atomtömege 26,9815386(8) u. Az 26Al a kozmikus sugárzás protonjai által okozott hasadás során keletkezik a Föld légkörében levő argonból. Az alumínium izotópjait tengeri üledékek, mangángumók, jégkorszaki jég, letarolásokban található kvarc és meteoritok kormeghatározásában használják. Az 26Al és 10Be arányát a hordalékmozgás, ülepedés és üledék felhalmozódás, valamint az eltemetődési idő és erózió 105-106 éves időskálán történő szerepének tanulmányozására használják.[forrás?]
A kozmikus eredetű 26Al-ot először a Hold és a meteoritok tanulmányozásában használták fel. A meteoritdarabok a testről történő leválás után erős kozmikus sugárzásnak vannak kitéve, így űrbeli útjuk során jelentős mennyiségű 26Al keletkezik bennük. Miután lehulltak a Földre, a légkör megóvja a meteoritdarabokat a további kozmikus sugárzástól, ezért az 26Al keletkezése leáll, az izotóp bomlása pedig felhasználható a meteorit földre hullás időpontjának meghatározására. A meteoritok kutatása azt is kimutatta, hogy az 26Al viszonylag gyakori volt Naprendszerünk keletkezésének idejében. A legtöbb meteoritkutató úgy véli, hogy az 26Al bomlásakor felszabaduló hő volt felelős a kisbolygók egy részének megolvadásáért és differenciálódásáért a 4,55 milliárd évvel ezelőtti keletkezésük után.

## Táblázat
| nuklid jele | Z(p)                | N(n)                | izotóptömeg (u)     | felezési idő     | bomlási mód(k)  | leány- izotóp(ok) | magspin    | jellemző izotóp- összetétel (móltört) | természetes ingadozás (móltört) |
| nuklid jele | gerjesztési energia | gerjesztési energia | gerjesztési energia | felezési idő     | bomlási mód(k)  | leány- izotóp(ok) | magspin    | jellemző izotóp- összetétel (móltört) | természetes ingadozás (móltört) |
| ----------- | ------------------- | ------------------- | ------------------- | ---------------- | --------------- | ----------------- | ---------- | ------------------------------------- | ------------------------------- |
| 19Al        | 13                  | 6                   | 19,0218#            | <35 ns           | p               | 18Mg              |            |                                       |                                 |
| 20Al        | 13                  | 7                   | 20,0194#            | <35 ns           | p               | 19Mg              |            |                                       |                                 |
| 21Al        | 13                  | 8                   | 21,02804(32)#       | <35 ns           | p               | 20Mg              | 1/2+#      |                                       |                                 |
| 22Al        | 13                  | 9                   | 22,01952(10)#       | 59(3) ms         | β+ (96,7%)      | 22Mg              | (3)+       |                                       |                                 |
| 22Al        | 13                  | 9                   | 22,01952(10)#       | 59(3) ms         | β+, 2p (2,5%)   | 20Ne              | (3)+       |                                       |                                 |
| 22Al        | 13                  | 9                   | 22,01952(10)#       | 59(3) ms         | β+, p (0,8%)    | 21Na              | (3)+       |                                       |                                 |
| 23Al        | 13                  | 10                  | 23,007267(20)       | 470(30) ms       | β+ (92%)        | 23Mg              | 5/2+#      |                                       |                                 |
| 23Al        | 13                  | 10                  | 23,007267(20)       | 470(30) ms       | β+, p (8%)      | 22Na              | 5/2+#      |                                       |                                 |
| 23mAl       |                     |                     |                     | ~0,35 s          |                 |                   | #79        |                                       |                                 |
| 24Al        | 13                  | 11                  | 23,9999389(30)      | 2,053(4) s       | β+ (99,95%)     | 24Mg              | 4+         |                                       |                                 |
| 24Al        | 13                  | 11                  | 23,9999389(30)      | 2,053(4) s       | β+, α (0,0349%) | 20Ne              | 4+         |                                       |                                 |
| 24Al        | 13                  | 11                  | 23,9999389(30)      | 2,053(4) s       | β+, p (0,0159%) | 23Na              | 4+         |                                       |                                 |
| 24mAl       | 425,8(1) keV        | 425,8(1) keV        | 425,8(1) keV        | 131,3(25) ms     | IT (82%)        | 24Al              | 1+         |                                       |                                 |
| 24mAl       | 425,8(1) keV        | 425,8(1) keV        | 425,8(1) keV        | 131,3(25) ms     | β+ (18%)        | 24Mg              | 1+         |                                       |                                 |
| 24mAl       | 425,8(1) keV        | 425,8(1) keV        | 425,8(1) keV        | 131,3(25) ms     | β+, α           | 20Ne              | 1+         |                                       |                                 |
| 25Al        | 13                  | 12                  | 24,9904281(5)       | 7,183(12) s      | β+              | 25Mg              | 5/2+       |                                       |                                 |
| 26Al        | 13                  | 13                  | 25,98689169(6)      | 7,17(24)·105 év  | β+              | 26Mg              | 5+         | Nyomokban                             |                                 |
| 26mAl       | 228,305(13) keV     | 228,305(13) keV     | 228,305(13) keV     | 6,3452(19) s     | β+              | 26Mg              | 0+         |                                       |                                 |
| 27Al        | 13                  | 14                  | 26,98153863(12)     | Stabil           | Stabil          | Stabil            | 5/2+       | 1,0000                                |                                 |
| 28Al        | 13                  | 15                  | 27,98191031(14)     | 2,2414(12) perc  | β−              | 28Si              | 3+         |                                       |                                 |
| 29Al        | 13                  | 16                  | 28,9804450(13)      | 6,56(6) perc     | β−              | 29Si              | 5/2+       |                                       |                                 |
| 30Al        | 13                  | 17                  | 29,982960(15)       | 3,60(6) s        | β−              | 30Si              | 3+         |                                       |                                 |
| 31Al        | 13                  | 18                  | 30,983947(22)       | 644(25) ms       | β− (98,4%)      | 31Si              | (3/2,5/2)+ |                                       |                                 |
| 31Al        | 13                  | 18                  | 30,983947(22)       | 644(25) ms       | β−, n (1,6%)    | 30Si              | (3/2,5/2)+ |                                       |                                 |
| 32Al        | 13                  | 19                  | 31,98812(9)         | 31,7(8) ms       | β− (99,3%)      | 32Si              | 1+         |                                       |                                 |
| 32Al        | 13                  | 19                  | 31,98812(9)         | 31,7(8) ms       | β−, n (0,7%)    | 31Si              | 1+         |                                       |                                 |
| 32mAl       | 955,7(4) keV        | 955,7(4) keV        | 955,7(4) keV        | 200(20) ns       |                 |                   | (4+)       |                                       |                                 |
| 33Al        | 13                  | 20                  | 32,99084(8)         | 41,7(2) ms       | β− (91,5%)      | 33Si              | (5/2+)#    |                                       |                                 |
| 33Al        | 13                  | 20                  | 32,99084(8)         | 41,7(2) ms       | β−, n (8,5%)    | 32Si              | (5/2+)#    |                                       |                                 |
| 34Al        | 13                  | 21                  | 33,99685(12)        | 56,3(5) ms       | β− (87,5%)      | 34Si              | 4−#        |                                       |                                 |
| 34Al        | 13                  | 21                  | 33,99685(12)        | 56,3(5) ms       | β−, n (12,5%)   | 33Si              | 4−#        |                                       |                                 |
| 35Al        | 13                  | 22                  | 34,99986(19)        | 38,6(4) ms       | β− (74%)        | 35Si              | 5/2+#      |                                       |                                 |
| 35Al        | 13                  | 22                  | 34,99986(19)        | 38,6(4) ms       | β−, n (26%)     | 33Si              | 5/2+#      |                                       |                                 |
| 36Al        | 13                  | 23                  | 36,00621(23)        | 90(40) ms        | β− (69%)        | 36Si              |            |                                       |                                 |
| 36Al        | 13                  | 23                  | 36,00621(23)        | 90(40) ms        | β−, n (31%)     | 35Si              |            |                                       |                                 |
| 37Al        | 13                  | 24                  | 37,01068(36)        | 10,7(13) ms      | β−              | 37Si              | 3/2+       |                                       |                                 |
| 38Al        | 13                  | 25                  | 38,01723(78)        | 7,6(6) ms        | β−              | 38Si              |            |                                       |                                 |
| 39Al        | 13                  | 26                  | 39,02297(158)       | 7,6(16) ms       | β−              | 39Si              | 3/2+#      |                                       |                                 |
| 40Al        | 13                  | 27                  | 40,03145(75)#       | 10# ms [>260 ns] |                 |                   |            |                                       |                                 |
| 41Al        | 13                  | 28                  | 41,03833(86)#       | 2# ms [>260 ns]  |                 |                   | 3/2+#      |                                       |                                 |
| 42Al        | 13                  | 29                  | 42,04689(97)#       | 1 ms             |                 |                   |            |                                       |                                 |

1. ↑  Rövidítések:
IT: Izomer átmenet
2. ↑  A stabil izotópok félkövérrel vannak kiemelve
3. ↑  A Naprendszer korai eseményeinek és meteoritok kormeghatározására használják
4. ↑  kozmogén

## Fordítás
Ez a szócikk részben vagy egészben az Isotopes of aluminium című angol Wikipédia-szócikk ezen változatának fordításán alapul.  Az eredeti cikk szerkesztőit annak laptörténete sorolja fel. Ez a jelzés csupán a megfogalmazás eredetét és a szerzői jogokat jelzi, nem szolgál a cikkben szereplő információk forrásmegjelöléseként.

## Külső hivatkozások
- Aluminum isotopes data from The Berkeley Laboratory Isotopes Project's

| A magnézium izotópjai | Az alumínium izotópjai | A szilícium izotópjai |
| Izotópok listája      |                        |                       |